# Grottes de Jonas
Les grottes de Jonas sont un habitat troglodytique, situé à Saint-Pierre-Colamine près de Besse-et-Saint-Anastaise (3 km) et Murol, département du Puy-de-Dôme, région d’Auvergne situé en France.

## Origine du site
Originaire de l'éruption du volcan de Jonas, le site s’est formé de plusieurs cônes alignés sur une longue fissure. Toutes les grottes ont été creusées par les hommes, dont les premiers furent les Celtes en 400 av. J.-C. (autel celtique et statue gallo-romaine). La construction s’est poursuivie jusqu’au Moyen Âge vers le XIIIe siècle.
La falaise fait 500 mètres de long sur 100 m de haut et la partie est était habitée par le seigneur alors que la partie nord était occupée par les villageois et les animaux. Composé d’environ 70 pièces aménagées dans le tuf sur cinq étages, ce village pouvait abriter 600 personnes composées de moines, militaires et paysans.
État des lieuxDès le XVIIe siècle, le site est probablement à l’abandon. Les guerres féodales sont finies et les propriétaires de la seigneurie vivent ailleurs. Leurs régisseurs, gros fermiers ou notaires, s’occupent de  plusieurs domaines et ne résident pas sur place. Seule la chapelle resta en usage jusqu’à la Révolution. Quelques locaux, les plus élevés et protégés du vent, sont transformés en pigeonniers.
Sans doute, la chaux qui a existé a-t-elle été grattée pour amender les terres agricoles. Enfin, un certain vandalisme est à l’origine de la disparition de bien des parois ou l’existence de dégradations volontaires (trous dans les murs extérieurs).

## Les pièces principales

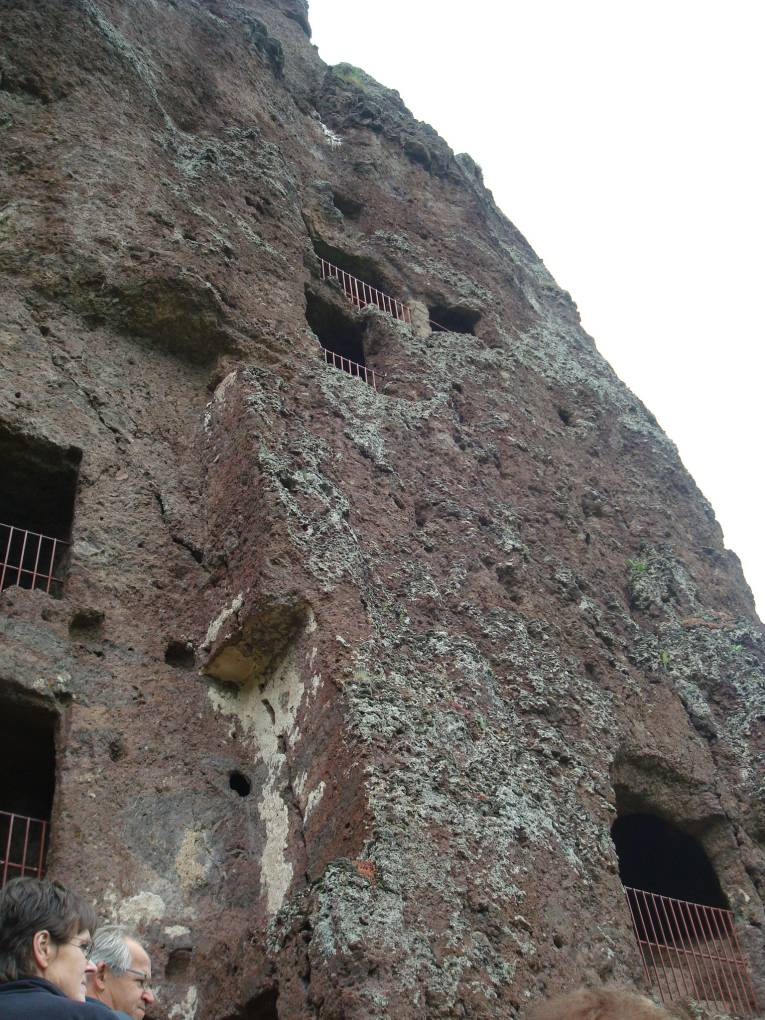
Les étages du site de Jonas.

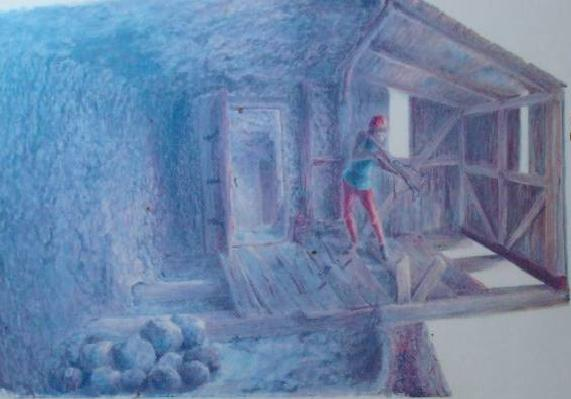
La bretèche de défense du site de Jonas.

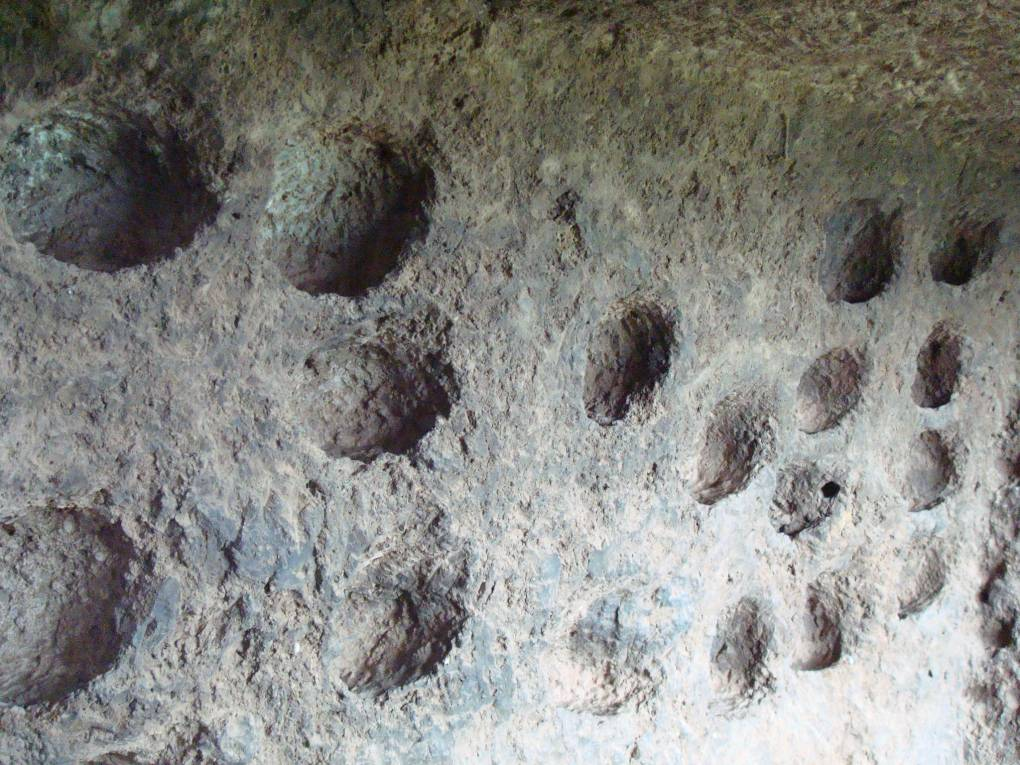
Les boulins du pigeonnier de Jonas.

Le logis du maîtreOccupé par Dalmas de Jaunac, chevalier de l'ordre de Saint-Jean de Jérusalem, seigneur du lieu. Par précaution, la porte d’entrée était surélevée pour être moins facile à enfoncer. Dans un premier temps le logis, entièrement creusé, se limitait à la partie centrée sur la porte puis, seconde précaution, les locaux d’habitation étaient situés très en hauteur, au sommet d’un haut escalier à vis. Dans un second temps fut ajoutée une tour, mi-creusée mi-bâtie (aujourd’hui détruite). À l’étage principal (celui de la porte d’entrée) on trouvait la salle où le maître recevait, la chambre de séjour et les latrines. En dessous se trouvaient les cuisines et les loges pour les domestiques.
Le manoirAux alentours de l’an mil, les grottes à Jonas abritèrent des moines. Ce monastère troglodytique (c’est-à-dire creusé) fut abandonné au XIIe siècle. Le site fut réutilisé aux XIVe et XVe siècles pendant la guerre de Cent Ans, comme manoir et abri temporaire pour les paysans des environs en période de danger.
Jonas et ses environs formaient un fief de chevalier. À partir du XIIIe siècle, les chevaliers qui vivaient dans l’entourage de leurs seigneurs vont s’installer sur les domaines agricoles dont ils étaient bénéficiaires et y établirent des manoirs (maison forte en mesure de résister à un coup de main ou une attaque de brigands).

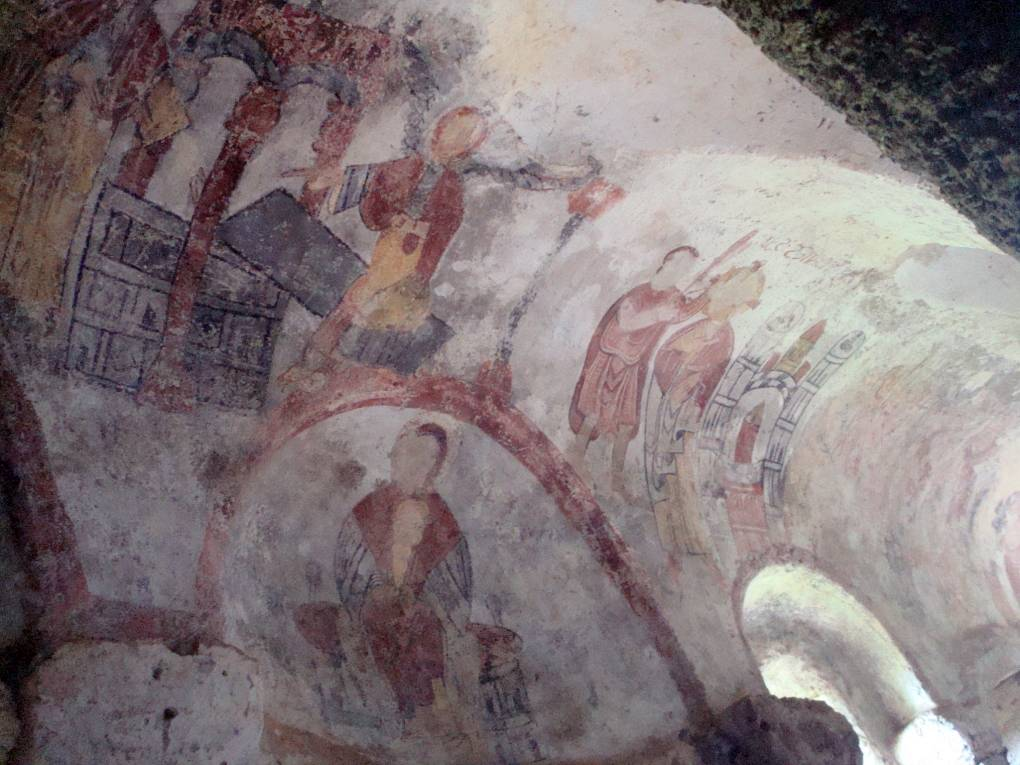
Fresques de la chapelle de Jonas.

La chapelleDans la partie de la chapelle romane qui s'est affaissée en 1706, on peut reconnaître un autel, qui possède encore son enduit, et une partie de la voûte avec le chapiteau d’une colonne d’angle. Le pilier rond, le massif de maçonnerie en travers de la salle et le renfort à l’extérieur sont des soutènements ajoutés lors de la restauration de 1958. La chapelle est ornée de peintures murales du XIe siècle.
Le fourAu Moyen Âge, ce four seigneurial était communautaire mais payant. On cuisait des tourtes de pain pour 10 ou 15 jours. On commençait par chauffer le four en brûlant des fagots de branchages et des bûches minces, pendant deux heures, porte ouverte. La combustion achevée, les cendres étaient raclées et entreposées dans le trou sous le four et servaient notamment pour la lessive. Les tourteaux de pâte étaient alors enfournés pour cuire une heure porte close dans la chaleur restituée par les parois du four.
La chambreÀ l’origine, la pièce disposait d’une cheminée et servait de pièce à vivre et chambre de séjour. Après que fut construite la tour, le fond de la cheminée fut creusé pour aménager un poste de défense afin de pouvoir surveiller l’entrée du site. Sans feu, la pièce ne servira plus que de chambre. Dans un habitat troglodytique, l’inconvénient majeur est la condensation sur les parois au printemps. Deux bouches d’aération haute assuraient la ventilation la nuit quand les volets étaient fermés.
Le grenierIl est voûté car il n’était pas nécessaire de redresser les parois car il n’y avait pas de mobilier à placer. Il est complété par une cave éclairée par un soupirail et fermé par une trappe.
La bretècheCe local sans profondeur était destiné à l’aménagement d’une bretèche : à savoir cet appentis en surplomb juste au-dessus du perron. L’entrée était un point faible en cas d’attaque, parce que la porte était en bois donc facile à défoncer et à brûler. On pouvait interdire l’approche par des tirs plongeants de flèches ou des lâchers de pierres (qu’on stockait en permanence dans la pièce). Après que ce local fut passé d’usage (à partir du XIIe siècle) la pièce fut aménagée en pigeonnier. Des nids (boulins) furent creusés dans la paroi car l’intérêt essentiel de l'élevage des pigeons résidait dans l’engrais très actif que cela produisait. La fiente (colombine) produit par un couple et ses petits permettait d’amender un demi-hectare de terre.
Le mouroirCette pièce, pour des raisons d’hygiène, est isolée du reste du village. Les murs sont blancs, car recouverts de chaux (matière) pour sa propriété antiseptique, déjà connue au Moyen Âge. Ce n’était pas un hôpital car à cette époque on ne savait pas encore soigner les malades.

## Protection
L'église et les grottes de Jonas ont été classés au titre des monuments historiques en 1886.